# 費多里夫卡 (馬林區)
50°42′4″N 29°20′24″E / 50.70111°N 29.34000°E
費多里夫卡（烏克蘭語：Федорівка）是位於烏克蘭北部日托米爾州裏科羅斯堅區的村莊，處於維爾瓦河畔，始建於1730年，面積1.905平方公里，海拔高度148米，2001年人口659。